# Powszelatek alweus
Powszelatek alweus (Pyrgus alveus) – motyl dzienny z rodziny powszelatkowatych.

## Wygląd
Rozpiętość skrzydeł od 28 do 28 mm. Dymorfizm płciowy niezauważalny.

## Siedlisko
Ekstensywnie użytkowane kwieciste łąki na skrajach lasów, leśne drogi, polany.

## Biologia i rozwój
Wykształca jedno pokolenie w roku (połowa lipca-koniec sierpnia). Rośliny żywicielskie: posłonek rozesłany, poziomka pospolita, pięciorniki. Jaja barwy białawej składane są pojedynczo na spodniej stronie liścia rośliny żywicielskiej. Larwy wylęgają się po 2 tygodniach i żerują nocą. W trzecim stadium zimują w utworzonym z dwóch liści schronieniu. Na wiosnę wznawiają żerowanie i przepoczwarzają się w „domku”, w którym zimowały. Stadium poczwarki trwa 2–3 tygodnie.

## Rozmieszczenie geograficzne
Gatunek palearktyczny, w Polsce występuje na terenie całego kraju z wyjątkiem jego północno-zachodniej części.